# Porella baueri
Porella baueri là một loài rêu tản trong họ Porellaceae. Loài này được (Schiffner) C.E.O. Jensen miêu tả khoa học lần đầu tiên năm 1915.